# اسلام‌آباد (آبیک)
اسلام‌آباد، روستایی از توابع بخش بشاریات شهرستان آبیک در استان قزوین ایران است.

## جمعیت
این روستا در دهستان بشاریات غربی قرار دارد و براساس سرشماری مرکز آمار ایران در سال ۱۳۸۵، جمعیت آن ۵۸۶ نفر (۱۵۱ خانوار) بوده‌است.